# Amour et Amnésie (bande originale)
50 First Dates: Love Songs From The Original Motion Picture est la bande originale de la comédie romantique américaine, Amour et Amnésie sortis en 2004. Divers chanteurs et groupes composent cet album.

## Liste des titres
| 1.    | Hold Me Now (Thompson Twins)             | Wayne Wonder                                       | 4:12 |
| 2.    | Love Song (The Cure)                     | 311                                                | 3:28 |
| 3.    | Lips Like Sugar (Echo and the Bunnymen)  | Seal feat. Mikey Dread                             | 5:00 |
| 4.    | Your Love (The Outfield)                 | Wyclef Jean feat. Eve                              | 4:13 |
| 5.    | Drive (The Cars)                         | Ziggy Marley of Ziggy Marley and the Melody Makers | 4:26 |
| 6.    | True (Spandau Ballet)                    | will.i.am & Fergie of The Black Eyed Peas          | 4:24 |
| 7.    | Slave to Love (Bryan Ferry)              | Elan Atias feat. Gwen Stefani of No Doubt          | 3:55 |
| 8.    | Every Breath You Take (The Police)       | UB40                                               | 3:55 |
| 9.    | Ghost in You (The Psychedelic Furs)      | Mark McGrath of Sugar Ray                          | 3:01 |
| 10.   | Friday, I'm in Love (The Cure)           | Dryden Mitchell of Alien Ant Farm                  | 3:21 |
| 11.   | Breakfast in Bed (UB40 & Chrissie Hynde) | Nicole Scherzinger of The Pussycat Dolls           | 3:36 |
| 12.   | I Melt with You (Modern English)         | Jason Mraz                                         | 3:36 |
| 13.   | Forgetful Lucy                           | Adam Sandler                                       | 1:51 |
| 49:37 |                                          |                                                    |      |

## Musiques additionnelles
- Outre les titres présents, sur l'album, on entend aussi durant le film les morceaux suivants [1] :
  - Wouldn't It Be Nice
    - Écrit par Brian Wilson, Mike Love et Tony Asher
    - Interprété par The Beach Boys
    - Avec l'Aimable Autorisation de Capitol Records
    - Sous licence d'EMI Film & Television Music

  - Pressure Drop
    - Écrit par Toots Hibbert[2]
    - Interprété par Toots & The Maytals
    - Avec l'Aimable Autorisation de The Sanctuary Records Group

  - From tha Chuuuch to da Palace
    - Écrit par Snoop Dogg[3], Pharrell Williams, Chad Hugo et R. Kelly
    - Interprété par Snoop Dogg
    - Avec l'Aimable Autorisation de Priority Records
    - Sous licence d'EMI Film & Television Music

  - Another Day
    - Écrit par Paul McCartney et Linda McCartney
    - Interprété par Paul McCartney
    - Avec l'Aimable Autorisation de MPL Communications, Inc.

  - Over the Rainbow
    - Écrit par E.Y. Harburg et Harold Arlen
    - Interprété par Israel Kamakawiwoʻole
    - Avec l'Aimable Autorisation de The Mountain Apple Company Hawaii

  - Could You Be Loved
    - Écrit par Bob Marley
    - Interprété par Bob Marley & The Wailers
    - Avec l'Aimable Autorisation de The Island Def Jam Music Group
    - Sous licence d'Universal Music Enterprises.

  - Is This Love
    - Écrit par Bob Marley
    - Interprété par Bob Marley & The Wailers
    - Avec l'Aimable Autorisation de The Island Def Jam Music Group
    - Sous licence d'Universal Music Enterprises.

  - Amber
    - Écrit par Nick Hexum
    - Interprété par 311
    - Avec l'Aimable Autorisation de Volcano Entertainment III, LLC
    - Sous licence de BMG Film & Television Music

  - Aloha Ka Manini
    - Écrit par Lot Kauwe
    - Interprété par The Makaha Sons of Ni'ihau
    - Avec l'Aimable Autorisation de Poki Records
    - Sous licence de Tropical Music, Inc.

  - Hawaii Five-O
    - Écrit par Morton Stevens

  - Throw Away the Gun
    - Écrit par Jason Hershey
    - Interprété par O-Shen
    - Avec l'Aimable Autorisation de Hobo House on the Hill Records / The Mountain Apple Company Hawaii

  - My Little Grass Shack in Kealakekua Hawaii
    - Écrit par Johnny Noble, Bill Cogswell et Tommy Harrison
    - Interprété par Leon Redbone avec Ringo Starr
    - Avec l'Aimable Autorisation de August Records, Inc.

  - My Sweet Sweet
    - Chanson traditionnelle
    - Interprété par The Maile Serenaders
    - Avec l'Aimable Autorisation de Hula Records

  - Do You Realize??
    - Écrit par Wayne Coyne, Steven Drozd, Michael Ivins et Dave Fridmann
    - Interprété par The Flaming Lips
    - Avec l'Aimable Autorisation de Warner Bros. Records
    - Arrangement avec Warner Strategic Marketing

  - Rub a Dub
    - Écrit par Nick Hexum
    - Interprété par 311
    - Avec l'Aimable Autorisation de Volcano Entertainment III, LLC
    - Sous licence de BMG Film & Television Music

  - Happy Birthday to You
    - Écrit par Mildred J. Hill et Patty S. Hill

  - Underneath It All
    - Écrit par Gwen Stefani et David A. Stewart
    - Interprété par No Doubt
    - Avec l'Aimable Autorisation de Interscope Records
    - Sous licence d'Universal Music Enterprises

  - Hands Off She's Mine
    - Écrit par Roger Charlery, Andy Cox, Everett Morton, David Steele et David Wakeling[4]
    - Interprété par English Beat
    - Avec l'Aimable Autorisation de London-Sire Records Ltd.
    - Arrangement avec Warner Strategic Marketing

  - Ula's Luau Song
    - Écrit par Adam Sandler et Rob Schneider

  - Baby
    - Écrit par Wyclef Jean, Jerry 'Wonder' Duplessis[5] et Sheldon Harris
    - Interprété par Wyclef Jean
    - Avec l'Aimable Autorisation de Clef Records LLC/J Records

  - They Call the Wind Mariah
    - Écrit par Alan Jay Lerner et Frederick Loewe
    - Interprété par Harve Presnell
    - Avec l'Aimable Autorisation de Paramount Pictures